# Prinsesse Alice, grevinde af Athlone
Prinsesse Alice, grevinde af Athlone GCVO GBE GCStJ VA (Alice Mary Victoria Augusta Pauline; født prinsesse Alice af Albany) (født 25. februar 1883, død 3. januar 1981) var et medlem af den udvidede britiske kongefamilie. 
Hun var også født som prinsesse af Sachsen-Coburg og Gotha og hertuginde i Sachsen, men hendes bror og landdagene i  Coburg og Gotha fratog hende de tyske titler i 1917.

## Slægt
Prinsesse Alice af Albany var født på det kongelige slot Windsor Castle i Berkshire. 
Prinsesse Alice af Albany var søster til hertug Carl Eduard af Sachsen-Coburg-Gotha. Fra 1900 til 1918 var han den sidste regerende hertug i Sachsen-Coburg og Gotha.  
Prinsese Alice var sønnedatter af dronning Victoria af Storbritannien. Hendes mor var Helena af Waldeck-Pyrmont, der var søster til dronning Emma af Holland.
Prinsese Alice havde arveret til den britiske trone. Det samme har hendes efterkommere.

## Familie
I 1904 giftede prinsesse Alice af Albany sig med prins Alexander af Teck. Han blev senere den 1. jarl af Athlone samt generalguvernør i Sydafrika og Canada. 
Prins Alexander af Teck var bror til dronning Mary af Storbritannien og svoger til kong Georg 5. af Storbritannien. Prins Alexander Cambridge af Teck var oldesøn af kong Georg 3. af Storbritannien.
Parret fik tre børn:
- Lady May Abel Smith (1906 – 1994)
  - Anne Liddell-Grainger (født 1932)
    - Ian Liddell-Grainger (født 1959), konservativ politiker 
      - Peter Richard Liddell-Grainger (født 1987)
      - Sophie Victoria Liddell-Grainger (født 1988)
      - May Alexandra Liddell-Grainger ( født 1992)

    - Charles Montagu Liddell-Grainger ( født 1960)
    - Simon Rupert Liddell-Grainger ( født 1962) 
      - Simon Alexander Liddell-Grainger (født  2000)
      - Matthew Willis Liddell-Grainger (født 2003)

    - Alice Mary Liddell-Grainger (født 1965) 
      - Danilo Pietro Panaggio (født  1996)
      - Jessica Alice Panaggio (født 1998)

    - Malcolm Henry Liddell-Grainger (født 1967) 
      - Cameron Henry Liddell-Grainger (født 1997)

  - Richard Abel Smith (1933 – 2004), officer
    - Katherine Emma Abel Smith (født 1961) 
      - Amelia May Beaumont (født 1983)
      - George Wentworth Beaumont (født 1985)
      - Richard Christian Beaumont ( født 1989)
      - Michael Patrick Beaumont ( født 1991)

  - Elizabeth Alice Abel Smith (født 1936)
    - Emma Charlotte Abel Wise (september 1973 – juni 1974)
- Rupert Cambridge, vicegreve Trematon (1907 – 1928), ugift
- Prins Maurice af Teck (29. marts 1910 – 14. september 1910)